# 昂乃站
昂乃站是一个京通线上的铁路车站，位于内蒙古自治区奈曼旗昂乃乡，建于1980年，目前为五等站，邮政编码为028318。目前客运：办理旅客乘降；不办理行李、包裹托运；货运：办理整车货物发到。